# São Lourenço de Selho
São Lourenço de Selho (llamada oficialmente Selho (São Lourenço)) era una freguesia portuguesa del municipio de Guimarães, distrito de Braga.

## Historia
Fue suprimida el 28 de enero de 2013, en aplicación de una resolución de la Asamblea de la República portuguesa promulgada el 16 de enero de 2013 al unirse con la freguesia de Gominhães, formando la nueva freguesia de Selho São Lourenço e Gominhães.